# Axel Handevitt-Haar
Axel Handevitt-Haar, født Haar-Nielsen (6. januar 1935 i Esbjerg – 25. oktober 2013 i Perth, Australien) var en dansk erhvervsmand og politiker.

## Erhvervskarriere
Axel Haar-Nielsen var søn af restauratør A.P. Handevitt Nielsen (død 1950) og hustru restauratrice Henriette født Haar (død 1993). Han var oprindeligt udlært tjener og arbejdede for Søværnet på Grønland. Han gik ind i restauratørbranchen og drev sin egen vinstue i Esbjerg og siden Neptun Kro i Sædding. I 1968 havde han samlet sig en formue og købte i en alder af kun 33 år Hotel Atlantic i Aarhus.
I 1986 forlod han landet og nedsatte sig i Australien med egen import/eksport-virksomhed. Kort forinden havde han ændret sit navn til Handevitt-Haar. Han var dansk vicekonsul i Fremantle. Han døde i Perth i 2013.

## Politisk karriere
Han blev i 1970 valgt til Aarhus Byråd for Venstre og blev allerede 1. december året efter udnævnt til rådmand for Magistratens 5. afdeling (fjernvarme og trafik), idet han efterfulgte den sygdomsramte Alfred Mougaard fra Det Konservative Folkeparti.
Efter byrådsvalget i marts 1978 og den efterfølgende konstituering måtte rådmandsposten i 5. afdeling besættes gennem lodtrækning: Den radikale byrådspolitiker Inger Lillelund tabte, og Haar-Nielsen fortsatte indtil 31. december 1985, hvor han forlod dansk politik. Han blev efterfulgt af Lone Hindø fra SF.
Det var rådmand Axel Haar-Nielsen, som den 7. november 1971 sløjfede Aarhus' sidste sporvognslinjer og anlagde gågader i Midtbyen. Hans betydeligste indsats var imidlertid milliardprojektet Varmeplan Aarhus, der omfattede etableringen af en stor fjernvarmering fra Studstrupværket i nord mod Skanderborg i syd. Han var også engageret i omstillingen af Aarhus Havn til betjening af moderne containertrafik.
Han var formand for bestyrelsen for Tirstrup Lufthavn og medlem af Kommunernes Landsforenings bestyrelse. 1. januar 1998 blev han Ridder af 1. grad af Dannebrog.